# Justicia crassiradix
Justicia crassiradix är en akantusväxtart som beskrevs av C. B. Cl.. Justicia crassiradix ingår i släktet Justicia och familjen akantusväxter. Inga underarter finns listade i Catalogue of Life.